# Lithobius cavernicolus
Lithobius cavernicolus är en mångfotingart som beskrevs av Fanzago 1877. Lithobius cavernicolus ingår i släktet Lithobius och familjen stenkrypare.
Artens utbredningsområde är Frankrike. Inga underarter finns listade i Catalogue of Life.